# Jüdischer Friedhof (Holten)

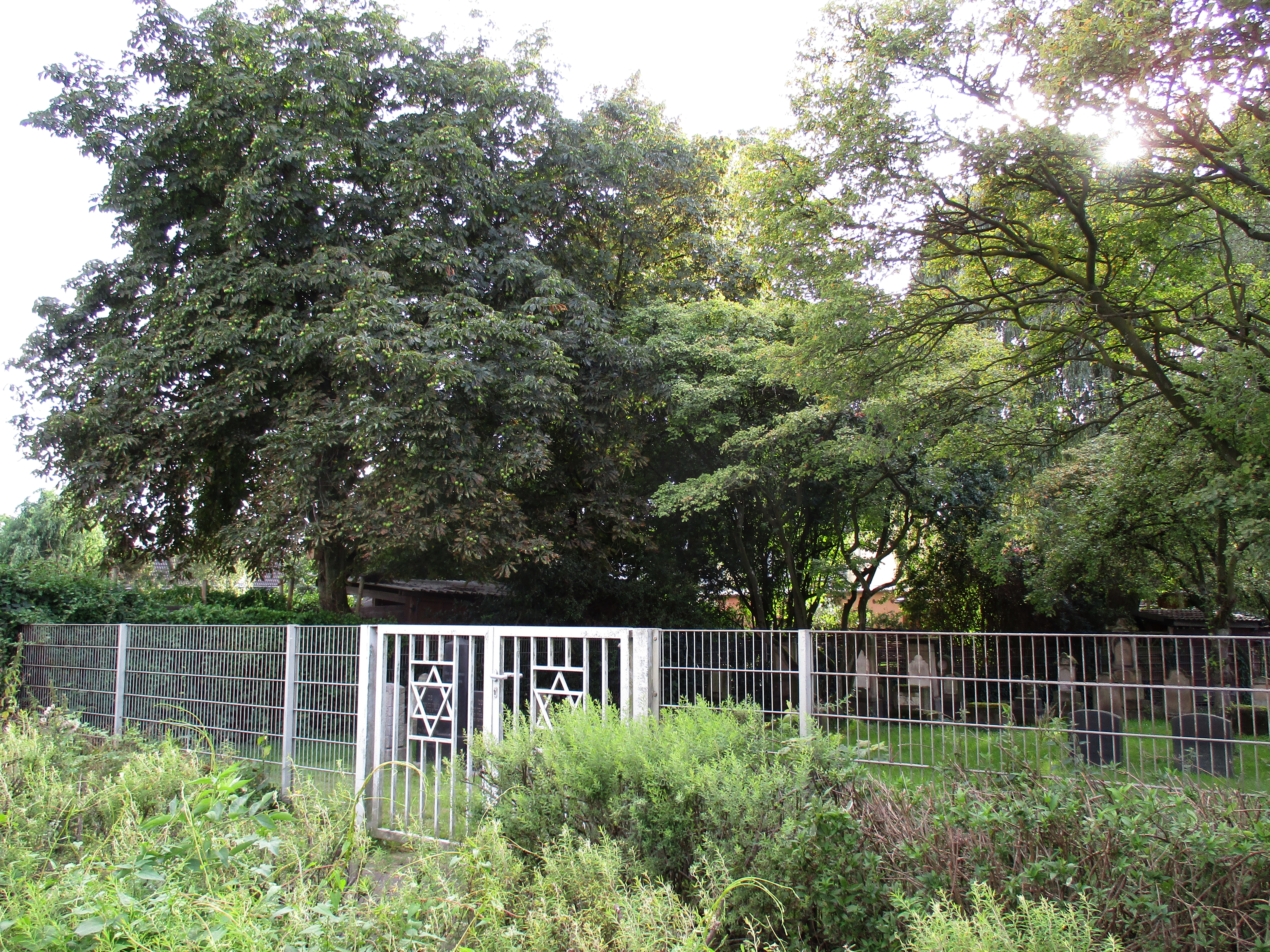
Jüdischer Friedhof in Holten (2023)

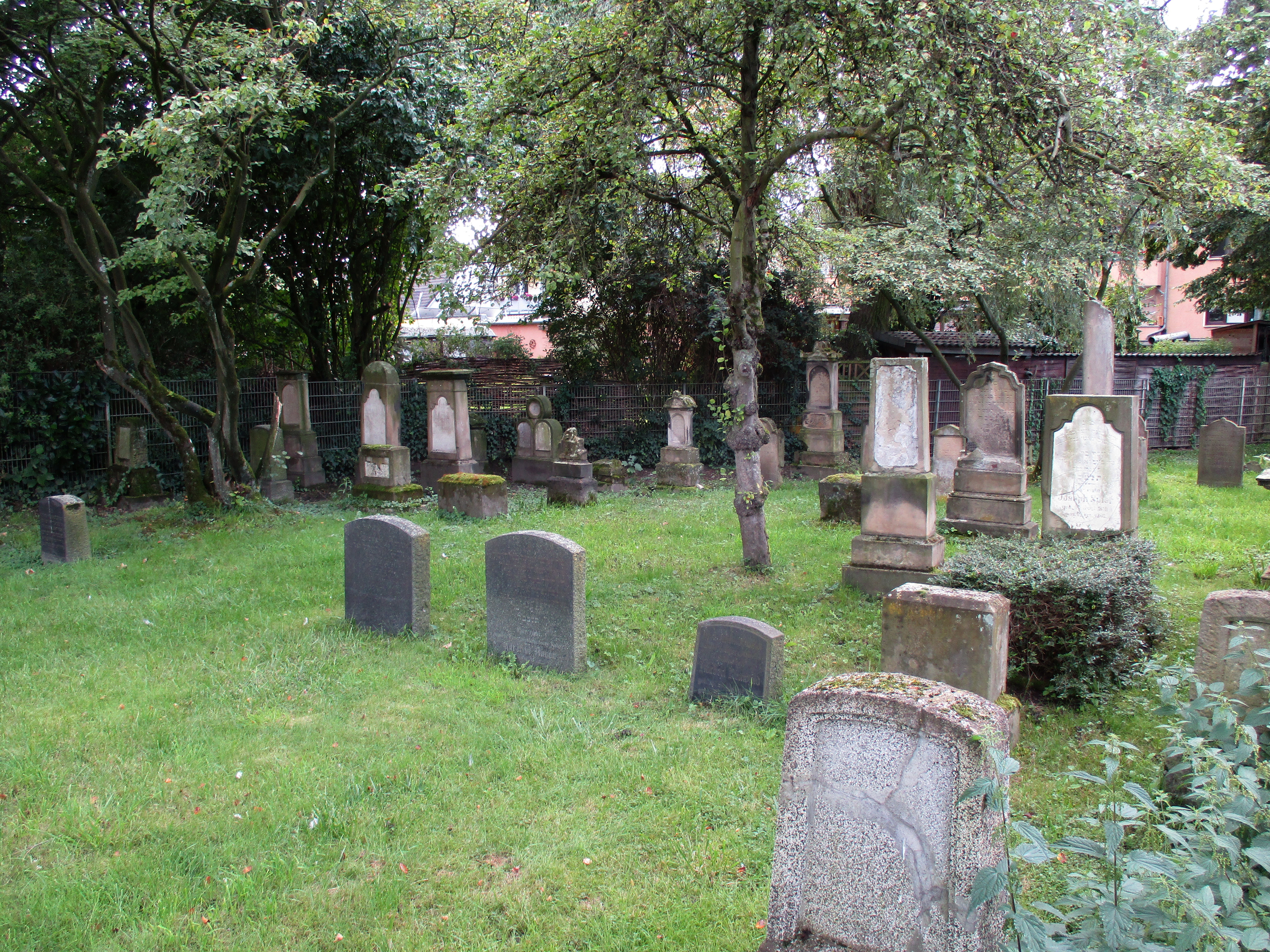
Grabsteine

Der Jüdische Friedhof in Holten, heute ein Stadtteil von Oberhausen in Nordrhein-Westfalen, wurde 1714 errichtet. Der jüdische Friedhof an der Vennstraße ist ein geschütztes Baudenkmal. 
Die letzte Bestattung fand im Jahr 1924 statt. Bis Ende des 19. Jahrhunderts ist der Friedhof auch von den in Bruckhausen, Hamborn und Marxloh lebenden Juden genutzt worden.
In der Zeit des Nationalsozialismus wurde der Friedhof verwüstet. 
In den 1980er Jahren wurde der Friedhof wieder in einen ansehbaren Zustand versetzt. Heute sind noch etwa 20 bis 30 Grabsteine erhalten, der älteste Stein stammt aus dem Jahr 1759.